# アブシシンアルデヒドオキシダーゼ
アブシシンアルデヒドオキシダーゼ（Abscisic-aldehyde oxidase）は、次の化学反応を触媒する酸化還元酵素である。
アブシシンアルデヒド + H2O + O2 {\displaystyle \rightleftharpoons } アブシシン酸 + H2O2
反応式の通り、この酵素の基質はアブシシンアルデヒドと水と酸素、生成物はアブシシン酸と過酸化水素である。
組織名はabscisic-aldehyde:oxygen oxidoreductaseで、別名にAAO3, AOd, AOdeltaがある。